# Stary Pałac w Belgradzie
Stary Pałac (serb. Стари двор) – reprezentacyjny budynek z 2. połowy XIX wieku w Belgradzie w Serbii, pierwotnie rezydencja królewska, współcześnie siedziba rady miejskiej Belgradu.

## Historia
Rezydencja powstała dla króla Milana I Obrenowicia w latach 1882–1884. Budynek projektował Ałeksandar Bugarski. Król Milan abdykował w wielkiej sali pałacu w 1889 roku na rzecz swojego syna Aleksandra. W 1903 roku w pałacu dokonał się przewrót majowy. Rezydencja służyła dynastii Karadziordziewiciów w latach 1903–1914, została uszkodzona podczas I wojny światowej, a w latach 1919–1920 organizowano w niej sesje Tymczasowego Zgromadzenia Narodowego. Służyła celom reprezentacyjnym do 1941 roku.
Rezydencja została uszkodzona podczas II wojny światowej w wyniku bombardowania 6 kwietnia 1941 roku. Renowacja trwała do 1947 roku. Usunięto dwie oryginalne kopuły ponad ryzalitami bocznymi, zmieniono wygląd jednej z fasad. Budynek stanowi siedzibę rady miejskiej Belgradu, został także udostępniony do zwiedzania.
Budynek został wpisany do rejestru zabytków.

## Architektura
Dwukondygnacyjny pałac z podpiwniczeniem na rzucie kwadratu w stylu XIX-wiecznego akademizmu. Pośrodku znajduje się ogród zimowy. Elewacje neoklasycystyczne, z kolumnami, frontonami i kariatydami przy otworach okiennych.

## Galeria

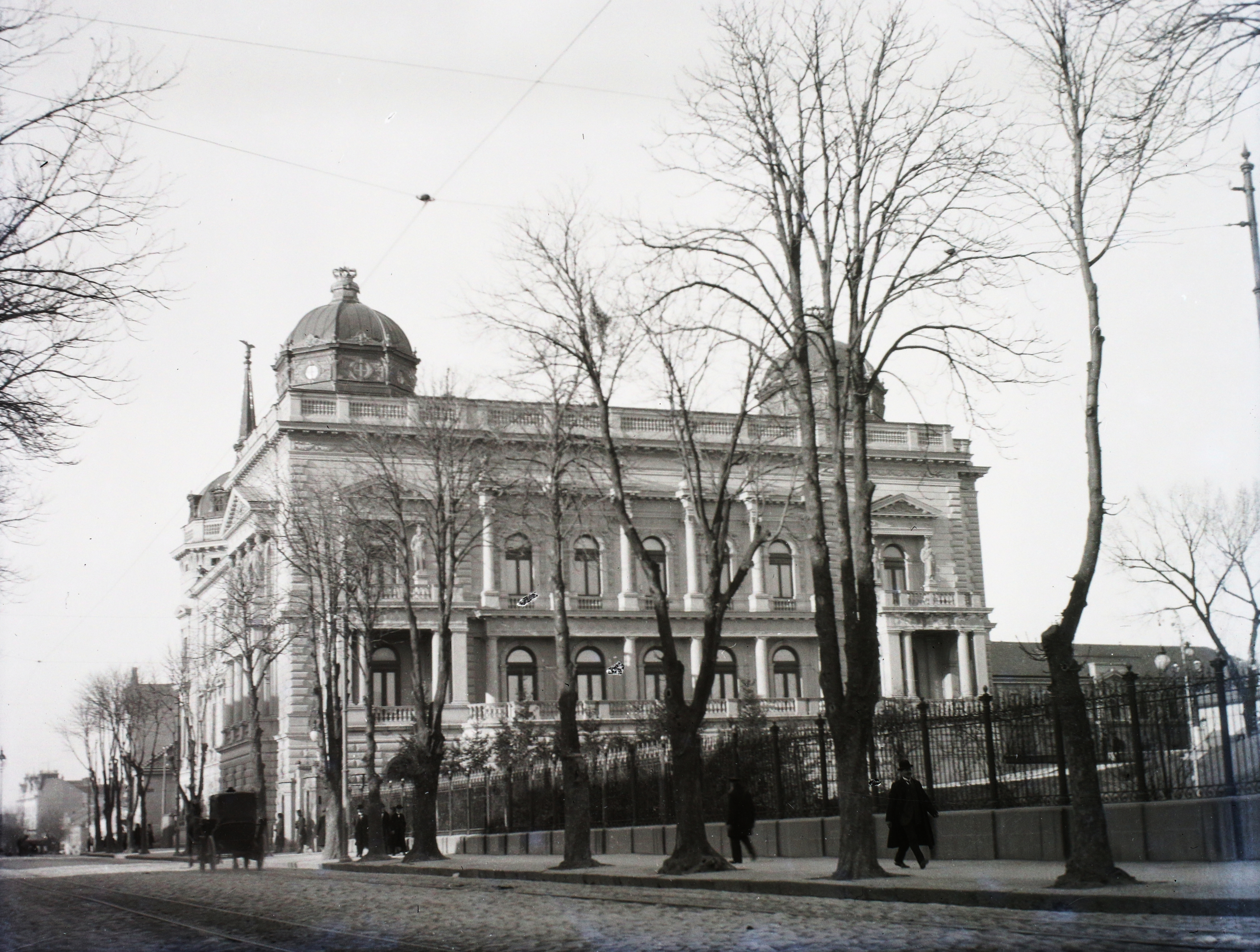
Budynek w 1906 roku
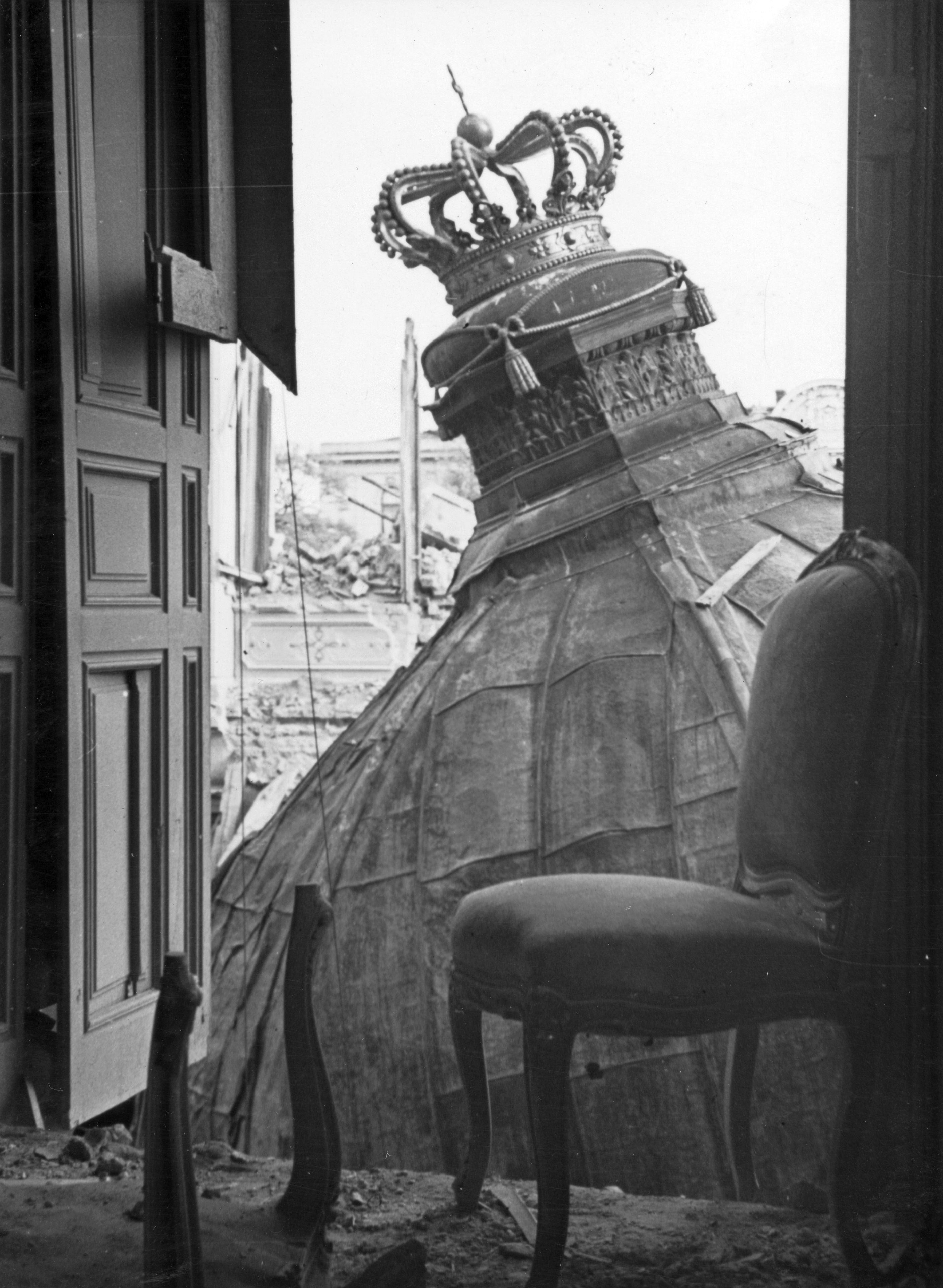
Kopuła po bombardowaniu w 1941 roku
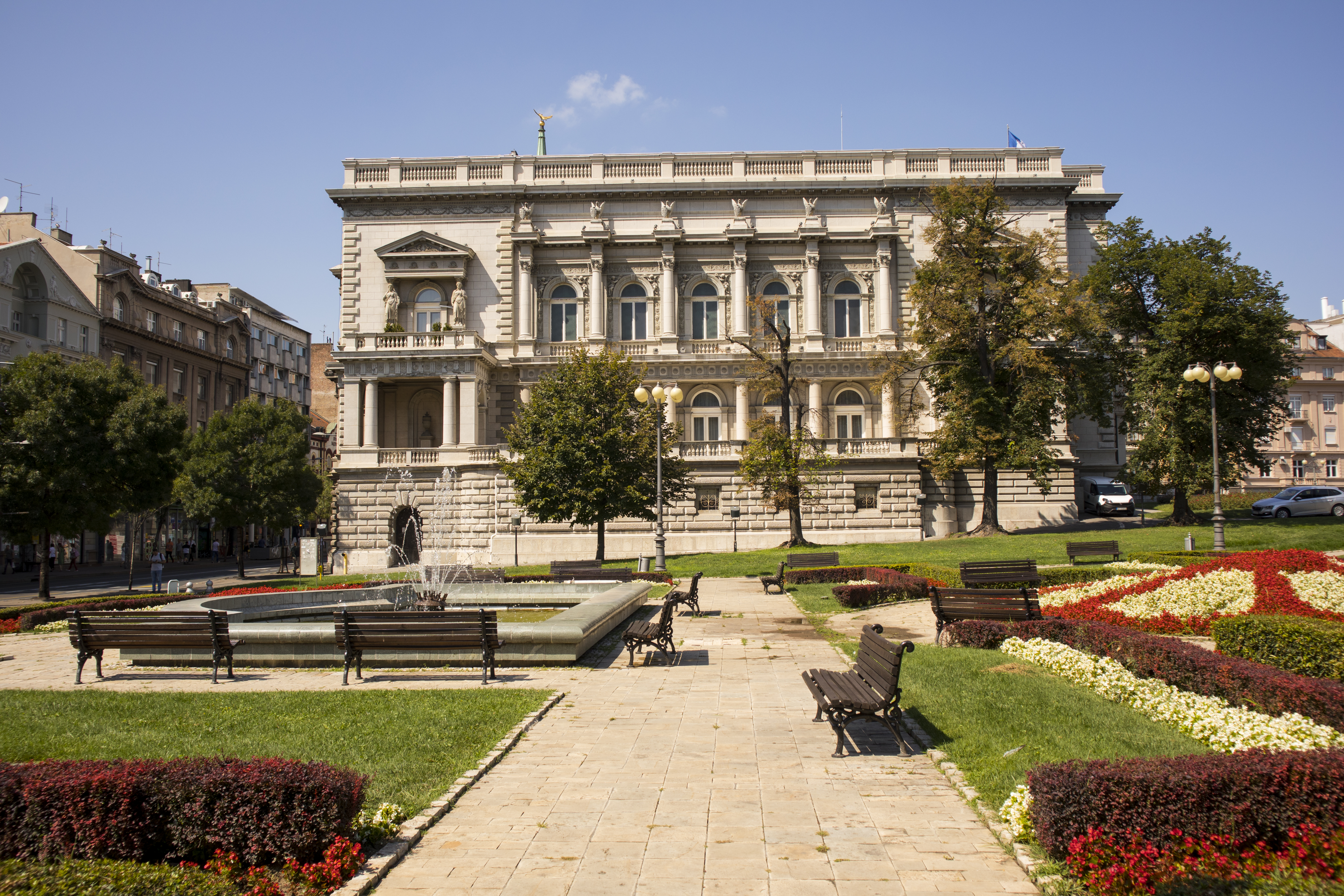
Elewacja boczna (2023)
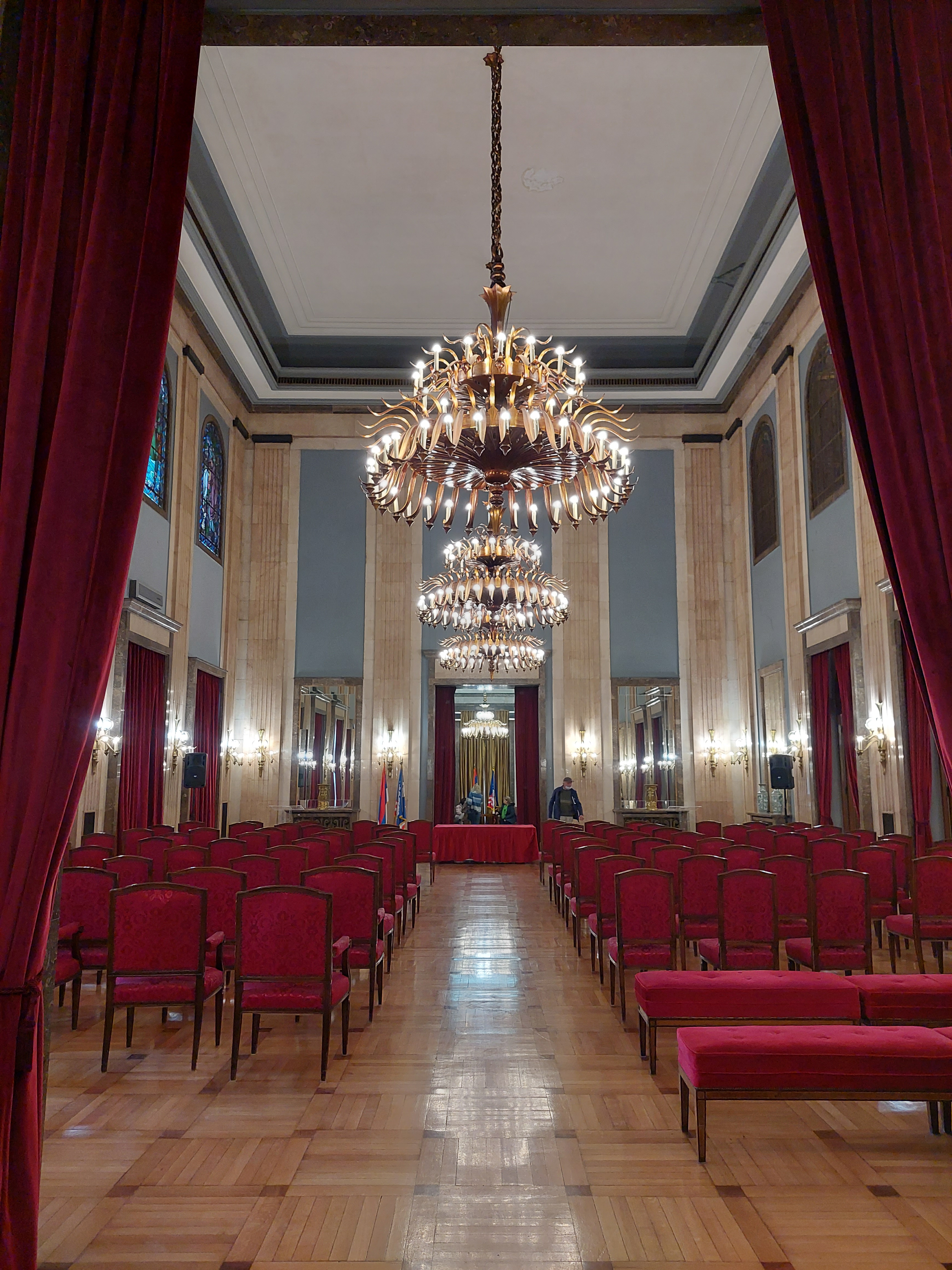
Wnętrze (2022)
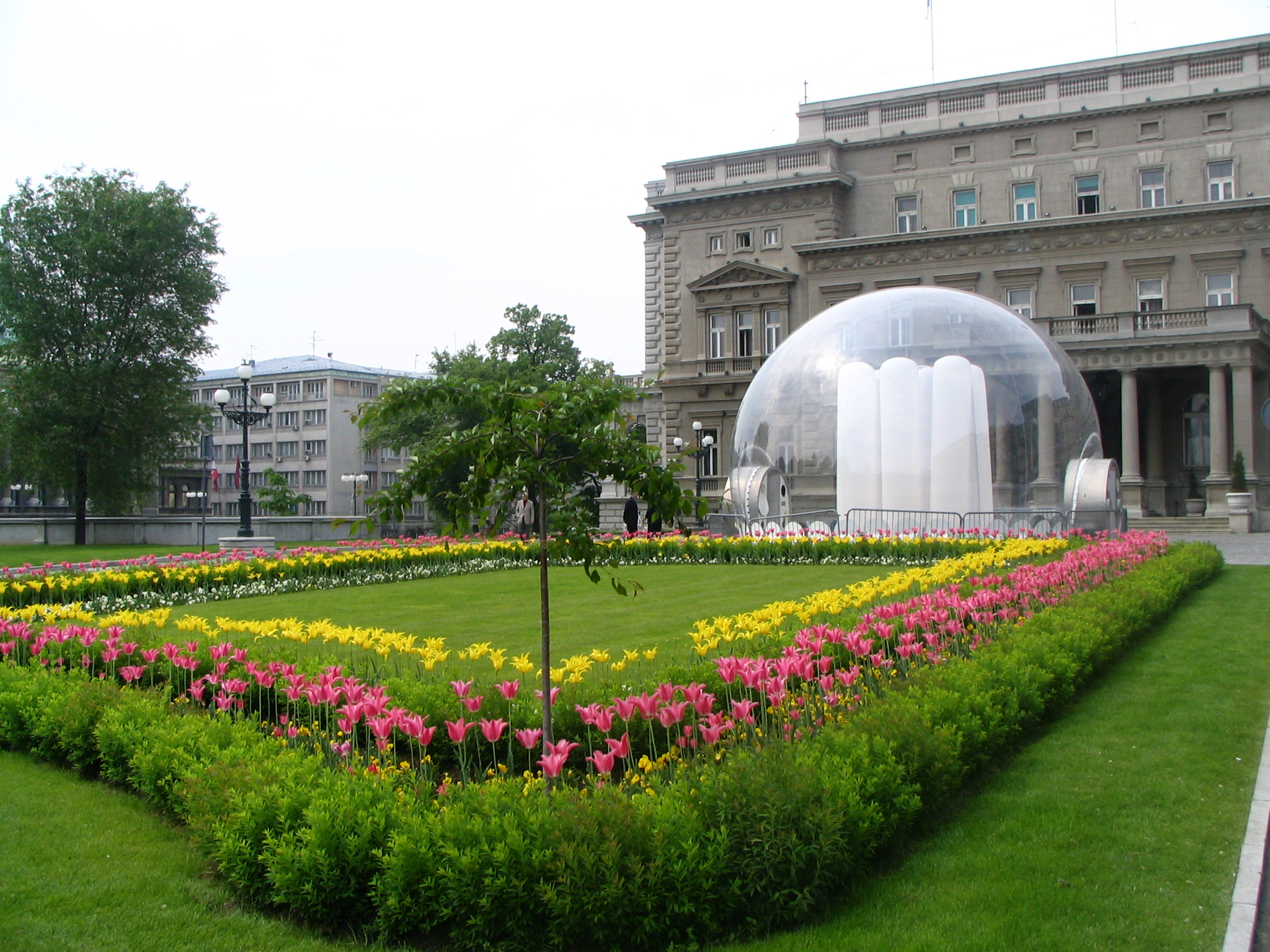
Ogród przed budynkiem (2006)